# تیموتی ئی. ویرت
تیموتی ئی. ویرت (به انگلیسی: Timothy E. Wirth) سناتور سابق عضو حزب دموکرات ایالات متحده آمریکا بود. وی در سال ۱۹۸۷ تا ۱۹۹۳ میلادی سناتور ایالت کلرادو در سنای ایالات متحده آمریکا بود.